# 禾度嶺大道

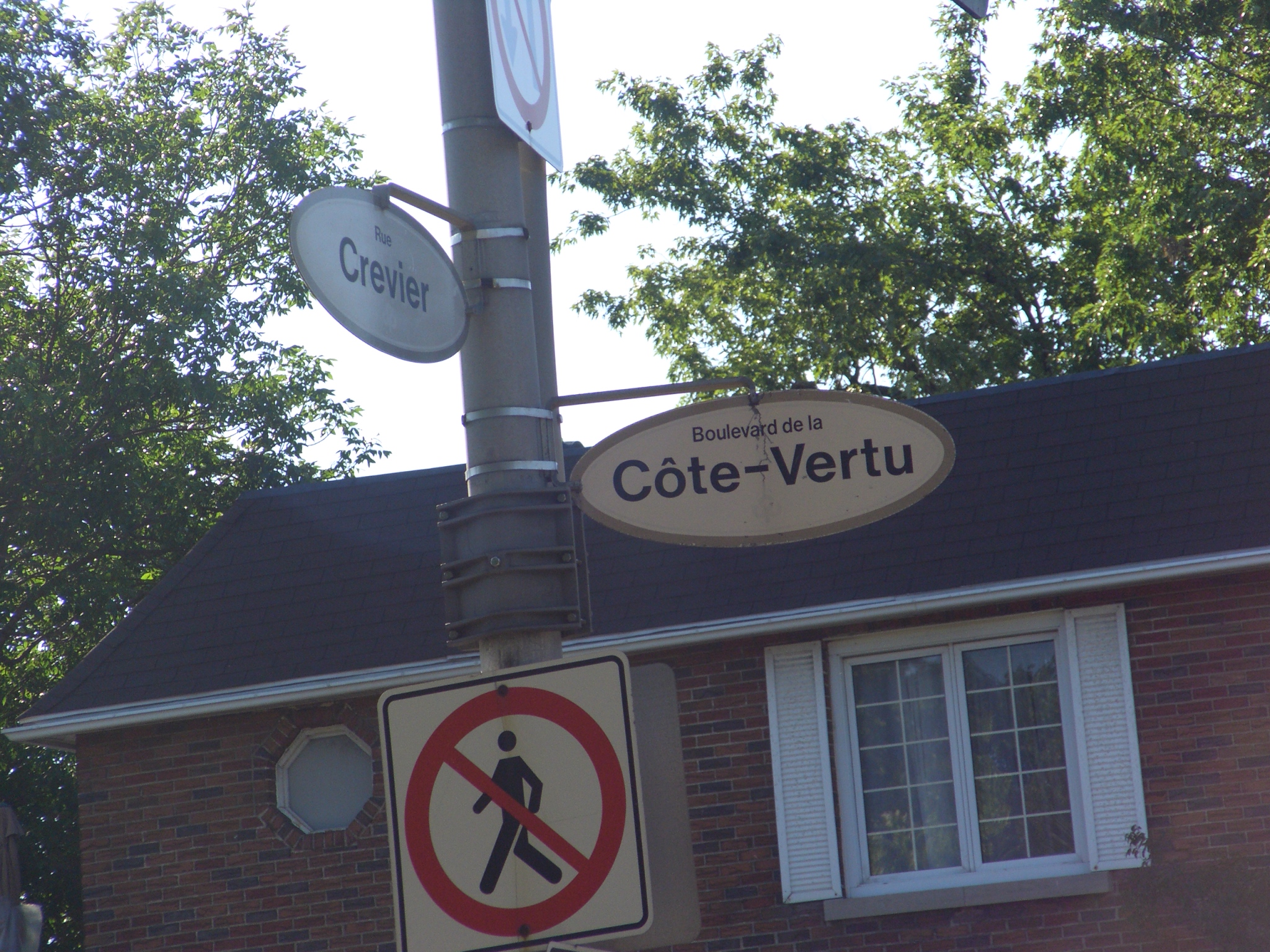
禾度嶺大道及卡菲亞街（Rue Crevier）間的街牌。

禾度嶺大道（法語：Boulevard de la Côte-Vertu，部份公司或政府部門又稱 ），位於加拿大魁北克省蒙特婁聖珞凌區。從蒙特婁特魯多國際機場近雪美迪快速公路（Autoroute Chomedy）開始到橫加公路完結。途中近迪卡里大道設有蒙特利爾地鐵禾度嶺站。而其站附近有多間快餐店，如肯德基（PFK）、麥當勞等。途中主要為公寓式住宅區。

## 歷史
禾度嶺大道的地區，又被稱為禾度聖母（ 或 ）。此區域是於1700年間興建。後面的名字是於 1702年使用。而在滿地可島中有很多嶺（Côte），這街也同樣使用「嶺」取代「聖母」。例如：雪的聖母（Notre-Dame-des-Neiges）成為雪之嶺（Côte-des-Neiges）、歡騰的聖母（Notre-Dame-de-Liesse）成為歡騰的嶺（Côte-de-Liesse）。

## 交匯主要道路
- 橫加公路（Autoroute Transcanadienne）
- 聖十字大道（Avenue Ste-Croix）
- （Boulevard Décarie）
- 馬修·洛亨大道（Boulevard Marcel-Laurin）
- 卡雲迪殊大道（Boulevard Cavendish）

## 圖片

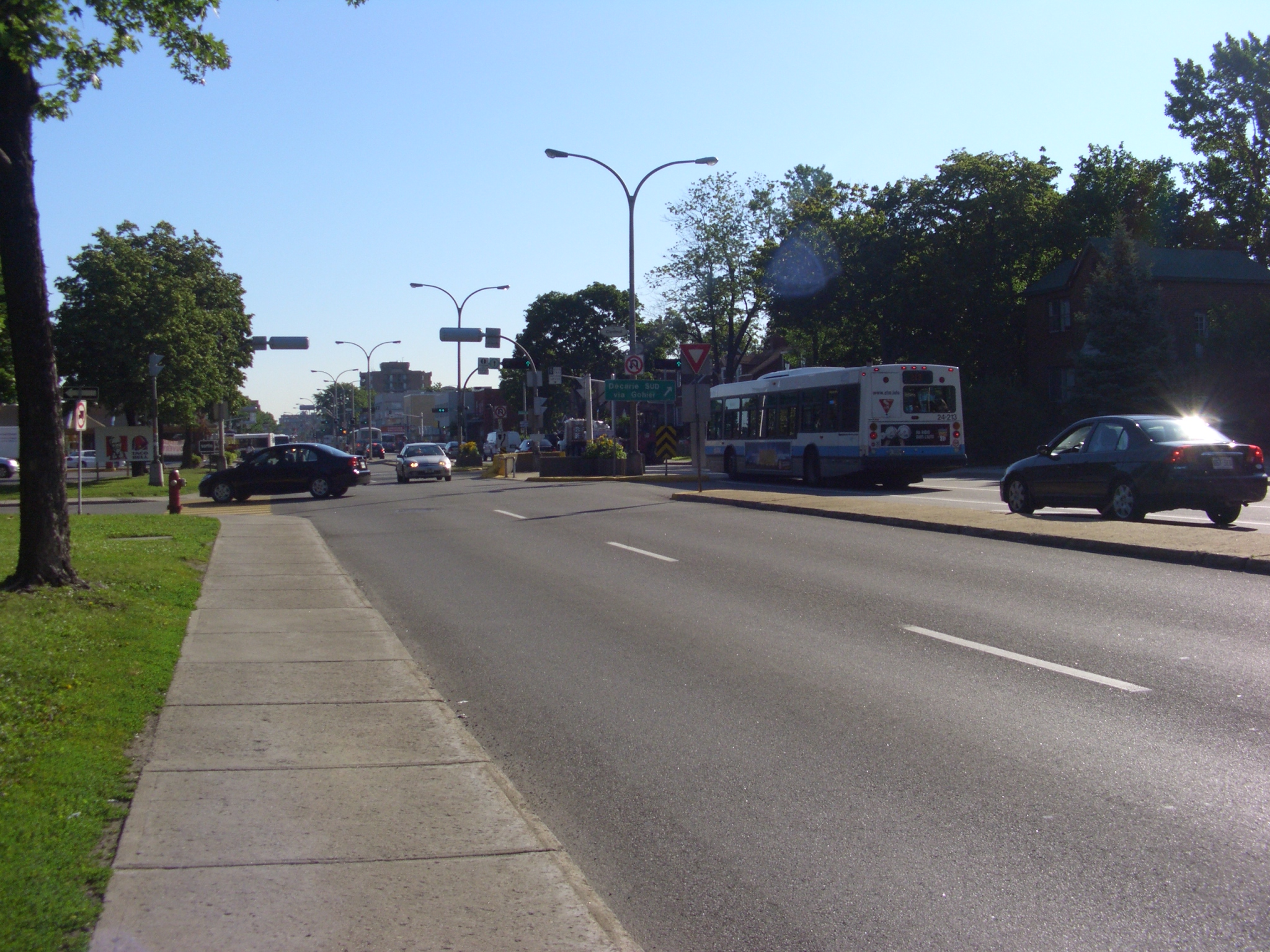
禾度嶺大道，從卡菲亞街向東攝。
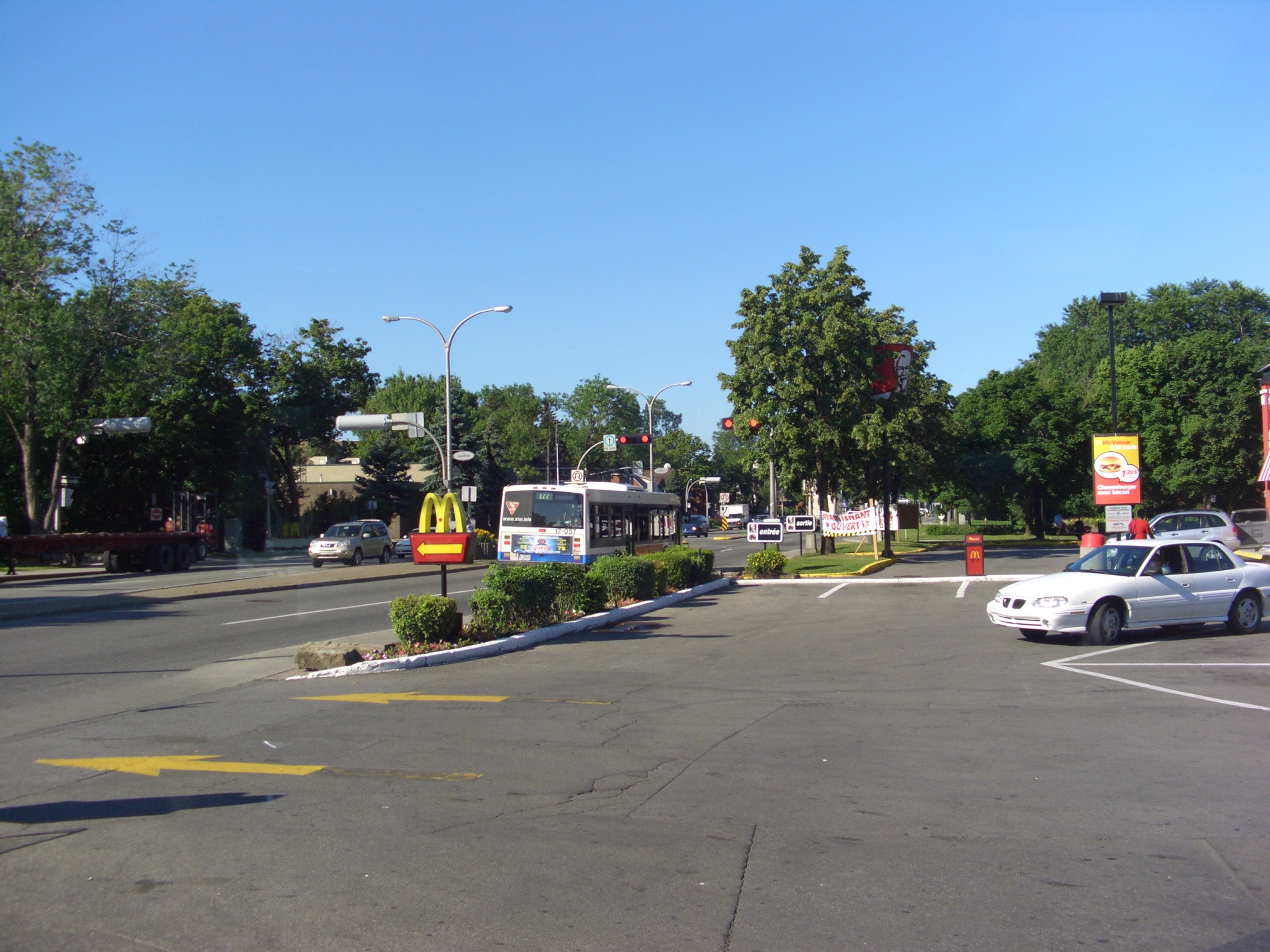
禾度嶺大道，從麥當勞禾度嶺分店向西攝。

## 外部連結
- 禾度嶺大道圖片 （页面存档备份，存于）